# EPrix van Londen
De ePrix van Londen is een race uit het Formule E-kampioenschap. De race vond in de eerste twee edities plaats op het Battersea Park Street Circuit, voordat deze verhuisde naar het ExCeL London Circuit. In 2015 was de race het toneel van het laatste raceweekend van het eerste Formule E-seizoen in de geschiedenis.

## Geschiedenis
De eerste ePrix van Londen werd gehouden over twee races op 27 en 28 juni 2015. Deze races werden gewonnen door e.dams Renault-coureur Sébastien Buemi en Sam Bird, die uitkwam voor het team Virgin Racing. Ondanks klachten van omwonenden ging de tweede editie op 2 en 3 juli 2016 toch door, met als voorwaarde dat er voor volgende edities een andere locatie voor de race wordt gezocht.
In 2020 zou de race terugkeren op de kalender, maar deze editie werd afgelast vanwege de coronapandemie. In 2021 keerde de race uiteindelijk terug op de kalender op het nieuwe ExCeL London Circuit, dat deels overdekt is.

## Resultaten
| Editie | Seizoen   | Circuit   | Winnaar                                          | Tweede                                           | Derde                                            | Pole position                                | Snelste ronde                               |
| ------ | --------- | --------- | ------------------------------------------------ | ------------------------------------------------ | ------------------------------------------------ | -------------------------------------------- | ------------------------------------------- |
| 1      | 2014-2015 | Battersea | Sébastien Buemi e.dams Renault                   | Jérôme d'Ambrosio Dragon Racing                  | Jean-Éric Vergne Andretti Autosport              | Sébastien Buemi e.dams Renault               | Lucas di Grassi Audi Sport ABT              |
| 1      | 2014-2015 | Battersea | Sam Bird Virgin Racing                           | Jérôme d'Ambrosio Dragon Racing                  | Loïc Duval Dragon Racing                         | Stéphane Sarrazin Venturi Grand Prix         | Sam Bird Virgin Racing                      |
| 2      | 2015-2016 | Battersea | Nicolas Prost Renault e.Dams                     | Bruno Senna Mahindra Racing Formula E Team       | Jean-Éric Vergne DS Virgin Racing Formula E Team | Nicolas Prost Renault e.Dams                 | Nelson Piquet jr. NEXTEV TCR Formula E Team |
| 2      | 2015-2016 | Battersea | Nicolas Prost Renault e.Dams                     | Daniel Abt ABT Schaeffler Audi Sport             | Jérôme d'Ambrosio Dragon Racing                  | Sébastien Buemi Renault e.Dams               | Sébastien Buemi Renault e.Dams              |
| 3      | 2020-2021 | ExCeL     | Jake Dennis BMW i Andretti Motorsport            | Nyck de Vries Mercedes-EQ Formula E Team         | Alex Lynn Mahindra Racing                        | Alex Lynn Mahindra Racing                    | Mitch Evans Panasonic Jaguar Racing         |
| 3      | 2020-2021 | ExCeL     | Alex Lynn Mahindra Racing                        | Nyck de Vries Mercedes-EQ Formula E Team         | Mitch Evans Panasonic Jaguar Racing              | Stoffel Vandoorne Mercedes-EQ Formula E Team | Robin Frijns Envision Virgin Racing         |
| 4      | 2021-2022 | ExCeL     | Jake Dennis Avalanche Andretti Formula E         | Stoffel Vandoorne Mercedes-EQ Formula E Team     | Nick Cassidy Envision Racing                     | Jake Dennis Avalanche Andretti Formula E     | Jake Dennis Avalanche Andretti Formula E    |
| 4      | 2021-2022 | ExCeL     | Lucas di Grassi ROKiT Venturi Racing             | Jake Dennis Avalanche Andretti Formula E         | Nyck de Vries Mercedes-EQ Formula E Team         | Jake Dennis Avalanche Andretti Formula E     | Nick Cassidy Envision Racing                |
| 5      | 2022-2023 | ExCeL     | Mitch Evans Jaguar TCS Racing                    | Jake Dennis Avalanche Andretti Formula E         | Sébastien Buemi Envision Racing                  | Mitch Evans Jaguar TCS Racing                | André Lotterer Avalanche Andretti Formula E |
| 5      | 2022-2023 | ExCeL     | Nick Cassidy Envision Racing                     | Mitch Evans Jaguar TCS Racing                    | Jake Dennis Avalanche Andretti Formula E         | Nick Cassidy Envision Racing                 | Jake Dennis Avalanche Andretti Formula E    |
| 6      | 2023-2024 | ExCeL     | Pascal Wehrlein TAG Heuer Porsche Formula E Team | Mitch Evans Jaguar TCS Racing                    | Sébastien Buemi Envision Racing                  | Mitch Evans Jaguar TCS Racing                | Mitch Evans Jaguar TCS Racing               |
| 6      | 2023-2024 | ExCeL     | Oliver Rowland Nissan Formula E Team             | Pascal Wehrlein TAG Heuer Porsche Formula E Team | Mitch Evans Jaguar TCS Racing                    | Nick Cassidy Jaguar TCS Racing               | Jake Hughes Neom McLaren Formula E Team     |
| 7      | 2024-2025 | ExCeL     | Nick Cassidy Jaguar TCS Racing                   | Nyck de Vries Mahindra Racing                    | Pascal Wehrlein TAG Heuer Porsche Formula E Team | Mitch Evans Jaguar TCS Racing                | Taylor Barnard NEOM McLaren Formula E Team  |
| 7      | 2024-2025 | ExCeL     | Nick Cassidy Jaguar TCS Racing                   | Nyck de Vries Mahindra Racing                    | Sébastien Buemi Envision Racing                  | Dan Ticktum Cupra Kiro                       | Nick Cassidy Jaguar TCS Racing              |